# Synidotea longicirra
Synidotea longicirra är en kräftdjursart som beskrevs av Gurjanova 1933. Synidotea longicirra ingår i släktet Synidotea och familjen tånglöss. Inga underarter finns listade i Catalogue of Life.